# Sulcia armata
Sulcia armata är en spindelart som beskrevs av Josef Kratochvíl 1978. Sulcia armata ingår i släktet Sulcia och familjen Leptonetidae.
Artens utbredningsområde är Montenegro. Inga underarter finns listade i Catalogue of Life.